# Lenna

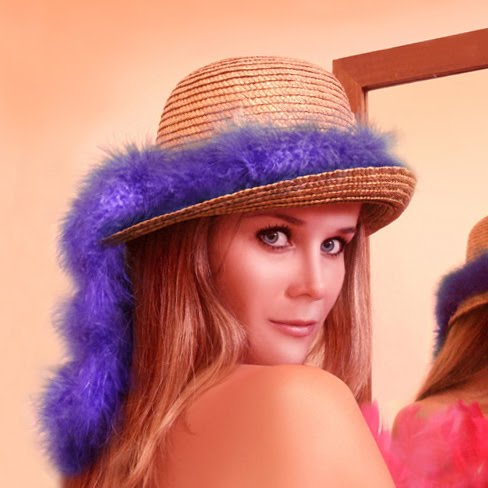
Recreación de la imagen de prueba estándar de Lenna. La modelo en este caso es Ila Fox.

Lenna (que debería llamarse en realidad Lena) es un fragmento de fotografía de una playmate reproducida en el número de noviembre (miss noviembre) de 1972 de la revista Playboy. Sirve como imagen de prueba para los algoritmos de compresión de imagen y otras técnicas de procesado de imagen y se ha convertido de facto en un estándar industrial y científico.

## Descripción
El nombre "Lenna" es el que aparece en el artículo original de Playboy, al haber cambiado el nombre original de Lena Söderberg en la revista para que fuera pronunciado correctamente por los angloparlantes.
La imagen es tan conocida que Lena Soderberg (de soltera Sjööblom), una modelo sueca, fue la invitada de honor de la 50.ª Conferencia Anual de la Society for Imaging Science in Technology, en 1997.
La utilización de esta imagen ha pasado por diversas vicisitudes debido a la desnudez original de la imagen, y también debido al hecho de que Playboy intentó luchar contra el uso no autorizado de la imagen. Pero la revista abandonó pronto la vía legal y se mostró de acuerdo con el uso de "Lenna" por motivos publicitarios. Según la revista Wired: "A pesar de que Playboy es famoso por adoptar medidas contra el uso ilegal de sus imágenes, decidió pasar por alto el uso generalizado de este póster central en particular".
David C. Munson, redactor-jefe durante las discusiones del IEEE acerca del tratamiento de imágenes en enero de 1996, cita dos razones que explican la popularidad de esta imagen en el terreno de la investigación: "En primer lugar, esta imagen contiene buenas mezclas de detalles, de zonas planas, y una textura que hace trabajar bien a los diferentes algoritmos de compresión de imagen. ¡Es una buena imagen de prueba! Además, "Lenna" es la imagen de una mujer atractiva. No resulta sorprendente que la comunidad que investiga sobre compresión de imagen (principalmente masculina) gravite alrededor de una imagen que les resulte atractiva".

## Historia
La historia de la imagen fue narrada en la lista de distribución del IEEE Professional Communication Society en mayo de 2001, en un artículo de Jamie Hutchinson:

Alexander Sawchuk cree que fue en junio o julio de 1973 que, mientras era profesor ayudante de ingeniería eléctrica en el Instituto de tratamiento de señal e imágenes de la Universidad del Sur de California, con un estudiante y el jefe del laboratorio, estaban buscando apresuradamente en el laboratorio una buena imagen para escanear para un artículo de conferencia de un colega. Estaban cansados de sus imágenes de prueba habituales, cosas aburridas que databan de los años 1960 y basadas en estándares audiovisuales. Querían algo sorprendente para asegurar un buen contraste, y querían que hubiese un rostro humano. En ese momento, alguien llegó con el último Playboy.

Los ingenieros arrancaron el tercio superior del póster central para poder envolverlo alrededor del tambor de su escáner Muirhead, que habían equipado con convertidores analógico a digital (uno para cada canal de color: rojo, verde y azul) y un minicomputador Hewlett Packard 2100. El Muirhead tenía una resolución fija de 100 líneas por pulgada y los ingenieros deseaban una imagen de 512 × 512, así que limitaron la imagen a 5'12 pulgadas de altura, cortando para ello la fotografía a la altura de los hombros de la modelo.

Lenna no fue la primera imagen de una revista Playboy en ser usada para ilustrar algoritmos de procesamiento de imágenes. Lawrence G. Roberts usó una imagen del Playboy de 1960 con permiso y atribución en su tesis del MIT en 1961 sobre tramado de imágenes.
En 1988, Lena fue entrevistada por una publicación informática sueca y se la felicitó por lo que había ocurrido con su imagen. Aquel fue el momento en que supo por primera vez del uso de su imagen en el mundo de la informática.

### Polémica
El uso de la imagen ha producido cierta polémica y hay gente preocupada tanto por su contenido lascivo como por conflictos de propiedad.
Cuando el IS&T quiso invitar a Lena a su conferencia,

Playboy ayudó a localizar a Lena en Estocolmo, donde ayuda a discapacitados a trabajar en ordenadores (no conectados a red). Aunque Playboy es famosa por tomar duras medidas en el uso ilegal de sus imágenes, ha decidido pasar por alto la distribución generalizada de esta página desplegable particular.
Dice Eileen Kent, VP de nuevos medios de Playboy: "Decidimos que teníamos que explotar esto, porque es un fenómeno."

La coincidencia hizo que Playboy declarara que ese número haya sido el que más ha vendido: 7.161.561 ejemplares.